# Загочів'я
Загочів'я, Загочев'я (пол. Zahoczewie) — село в Польщі, у гміні Балигород Ліського повіту Підкарпатського воєводства. Розташоване на перетині етнічних українських територій Лемківщини і Бойківщини.
Населення — 300 осіб (2011).

## Назва
В документах зустрічаються два українські варіанти назви села: Загочів'я і Загочев'я. Другий варіант викорстовують дослідники Володимир Кубійович та Василь Слободян. Назва походить від сусіднього с. Гочів (Гічва), власниками і засновниками якого у кінці XIV - на початку XV ст. були український рід Гочевських.

## Розташування
Розташоване в пасмі гір Західних Бескидів, недалеко від кордону зі Словаччиною та Україною.

## Історія

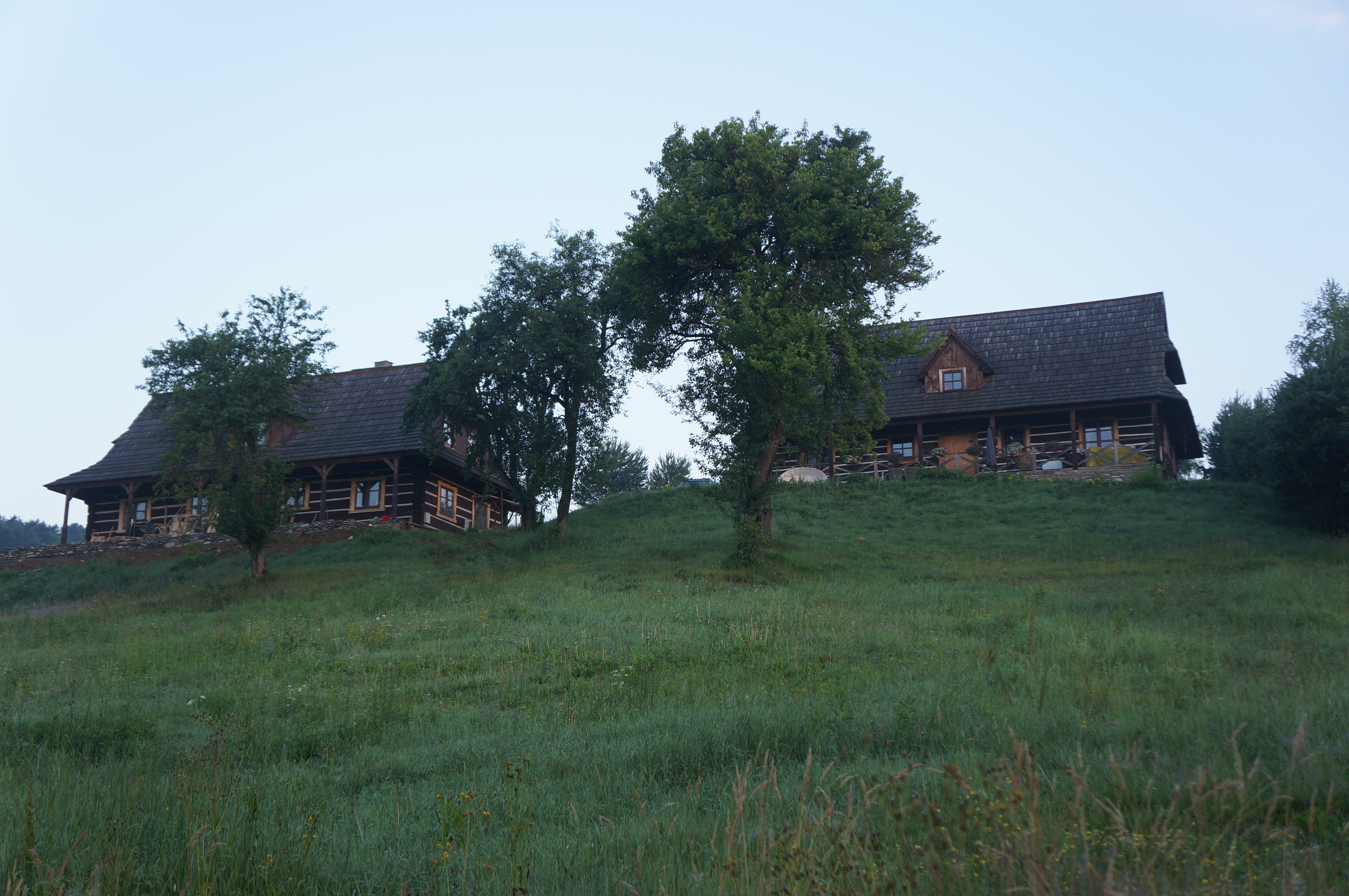
Хати у традиційному стилі в Загочів'ї

Село є одним з найстаріших на теренах Бескидів. Село засноване за часів Київської Русі. З 1084 по 1141 перебувало у складі Перемиського князівства. З 1199 по 1349 роки територія села входила до складу Галицько-Волинського князівства. З 1434 по 1772 перебувало у складі Сяноцького повіту Руського воєводства Королівства Польського та Корони Польської в Речі Посполитій.  Воно вже існувало до появи першої писемної згадки, як власність братів Русин — Яцька (*1376-†1407), Юрія (†до 1407) і Іванка (*1376-†1388) (згодом вони — Гочевські). Вони отримали свої маєтки, у тому числі Загочів'я, від попередників Владислава ІІ Ягайла.
Також згадується в документі 1435 р., як власність Петра з Бойська.
До 1532 року село у власності Пйотра Гербурта, підкоморія львівського. Біля 1539 р. — переходить його сину Миколі Гербурту Одновському.
1772 року під час першого поділу Речі Посполитої територія села ввійшла до складу Королівства Галичини та Волині Австрійської монархії.
1918–1919 роки територія села у складі Західно-Української Народної Республіки (ЗУНР).

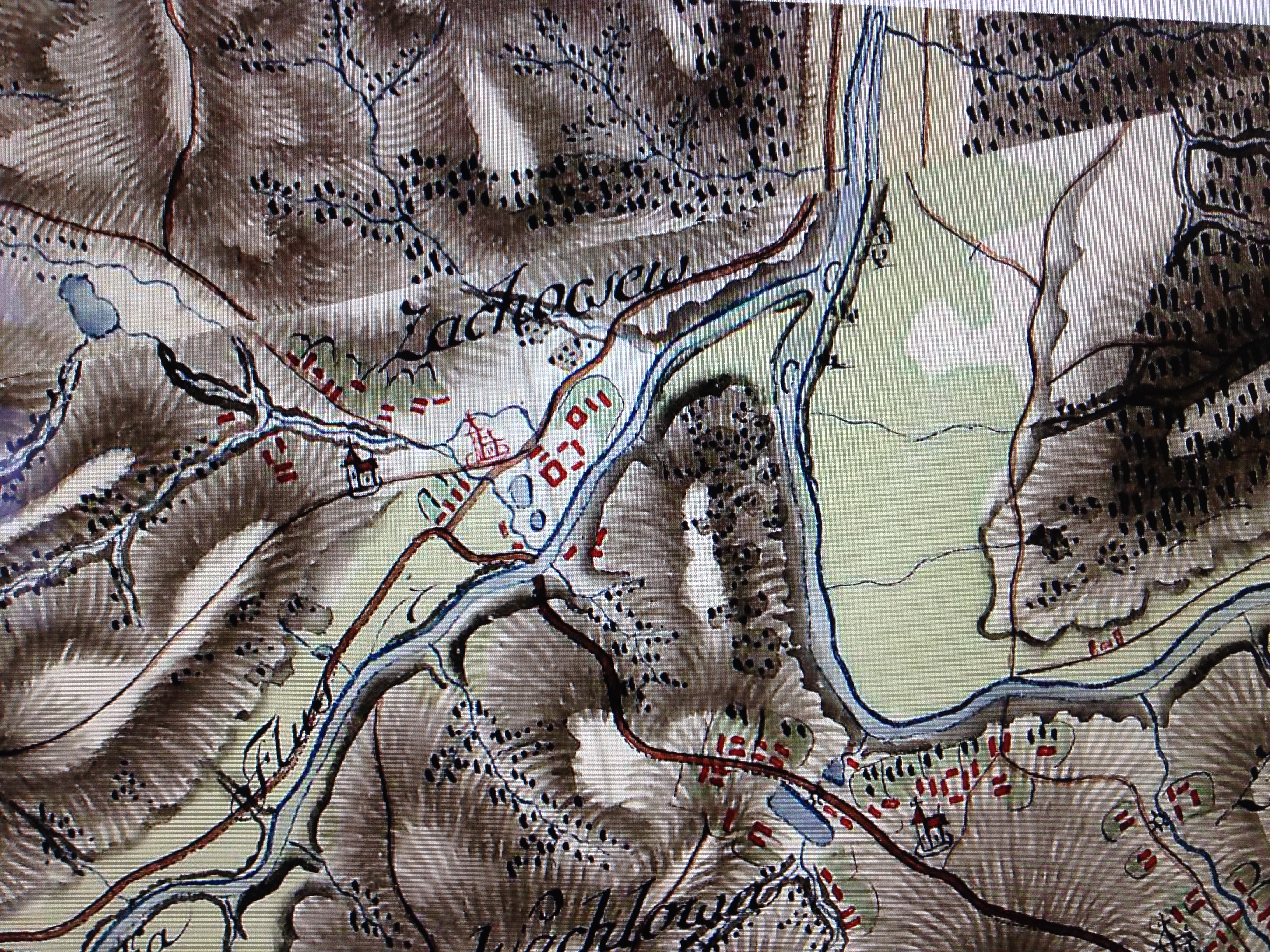
фрагмент мапи 1779 року — Загочів'я

У 1919—1939 рр. — у складі Польщі. Село належало до Ліського повіту Львівського воєводства, у 1934—1939 рр. у складі гміні Гочев. На 01.01.1939 у селі було 810 жителів, з них 685 українців-грекокатоликів, 30 українців-римокатоликів, 85 поляків (колоністи 1880-х років) і 40 євреїв.
Етнічних мешканців, українців, у 1945-46 рр., було насильно переселено в СРСР а в 1947 р. в новоздобуті північні р-ни Польщі.
У 1975-1998 роках село належало до Кросненського воєводства.

### Церква Св. Архангела Михаїла
Вже в 1463 році в селі діяла парафіяльна церква. В 1660 році була замінена на нову. Наступна дерев'яна побудована в 1781 р. згоріла під час І-ї Світової Війни. У 1930 р. архітектор Євген Нагірний виконав проект мурованого храму в стилі українського модерну. В 1931 р. розпочалось будівництво храму. У 1932 р. парох о. Стефан Мазяр покинув парохію не завершивши будівництва. В тому ж році Євген Нагірний вніс коректуру до проекту, усунувши портик з балконом на фасаді та спростив форму завершення нави. Будівництво храму завершили у 1934 р. стараннями завідателя парохії о. Григорія Сивака. Діяла церква до 1946 р. як греко-католицький храм. На початку 50-х рр. ХХ ст. будівля церкви була віддана під магазин, в 1953-54 рр. слугувала місцем збору різноманітних речей з інших сільських церков. В кінці 50-х розібрана. Під час розбору, один з робітників впав з муру і розбився. Що сталось з вівтарями, образами чи хоругвами, які тут зберігалися, — невідомо. Цвинтар церковний майже не зберігся, залишились тільки декілька поховань.
У 2015 р. Василь Слободян, Христина Лев та Наталка Філевич, опублікували архівні фото мурованої церкви та креслення авторства Євгена Нагірного у книзі “100 церков Нагірних. Частина друга. Церкви Євгена Нагірного” що була видана у Львові.

## Демографія
Демографічна структура станом на 31 березня 2011 року:
|          | Загалом | Допрацездатний вік | Працездатний вік | Постпрацездатний вік |
| -------- | ------- | ------------------ | ---------------- | -------------------- |
| Чоловіки | 150     | 22                 | 106              | 22                   |
| Жінки    | 150     | 26                 | 90               | 34                   |
| Разом    | 300     | 48                 | 196              | 56                   |

На 1785 р. селу належало 8.86 км² земель і проживало 244 греко-католики, 60 римо-католиків і 8 юдеїв.
1840 — 325 греко-катол.,
1859 — 409 греко-катол.,
1879 — 440 греко-катол.,
1899 — 469 греко-катол.,
1926 — 635 греко-катол.,
1936 — 726 греко-катол., 101 римо-катол. і 51 юдей.
1939 — 840 осіб з них 685 українців, 85 поляків, 30 латинників і 40 жидів.
Греко-католицька громада належала до парафії Загочів'я (з філією в с. Новосілки) Балигородського деканату Перемиської єпархії.

## Сучасність
В архіві Перемишля збереглись церковні метричні книги 1784—1838 рр. з с. Загочів'я, вони оцифровані і є у вільному доступі. Також є метрики 1892—1903 рр., кадастрова книга 1921—1937 рр., та адресна книга 1892—1942 рр. в архіві м. Сянок.
В 2015 році в селі працювало Товариство Магурич яке відреставрувало збережені надгробки на цвинтарі.
Сьогодні в селі проживає близько 300 осіб. Побудований новий костел. Діє іконописна майстерня. Працює музей, магазини і ресторани, приміщення агротуризму.
Про село є англомовна інформація на сайті On the Edge of Boykivschyna.

## Персоналії пов'язані із Загочів'ям
У селі похований український військовий і громадський діяч, сотник Армії УНР — Віктор Осинський.
В Загочів'ї у 1928 році народилась Анна Сидор.
У селі у 1930 р. народився Іван Мазяр — український інженер.
В селі 1903 р. народився вояк УПА Жидик Іван, вбитий польськими злочинцями в 1947 р. в таборі Явожно
З цього села в 1946 році у Станіславську область в м. Калуш примусово виселена родина Михайла Зятика.
У 1947 в рамках операції “Вісла” з села була виселена родина о. д-ра Богдана Праха - ректора Українського Католицького Університету.

### Парохи с. Загочів'я
-1882 — о. Андрей Гмитрик — парох;
1891-1926 — о. Володимир Чайковський (Чайківський) — парох;
1927-1928 — о. Теодор Німилович — завідатель;
1929-1932 — о. Степан Мазяр — завідатель, почав будівництво мурованого храм св. Архангела Михаїла, але не завершив, покинувши парохію у 1932 р.;
1936-1944 — о. Володимир Грегорович — парох і завідатель;
1943 — о. Григорій Сивак — завідатель, завершив будівництво ц. св. Арх. Михаїла;
1944-1946 — о. Степан Шеремета — завідатель;